# Un po' di cielo
Un po' di cielo (Una mica de cel) és una pel·lícula italiana dirigida i produïda el 1955 per Giorgio Moser i protagonitzada per l'actor Gabriele Ferzetti. Fou seleccionada per participar en el Festival Internacional de Cinema de Sant Sebastià 1956, on va rebre un premi a la millor fotografia en color.

## Argument
Durant la Segona Guerra Mundial un pilot italoamericà, Frank, és abatut sobre territori italià i és amagat per una família italiana. Dotze anys després torna a Itàlia, amb la graduació de major, i contacta amb els amics que el van amagar, Roberto, ara oficial d'aviació italià, i Nora, que aleshores tenia 15 anys i ara està casada. Ell intenta festejar-la, però després d'un accident que el deixa uns dies en alta mar reflexiona i decideix tornar als Estats Units.

## Repartiment
- Gabriele Ferzetti - Frank Lo Giudice
- Constance Smith - Nora
- Fausto Tozzi - Roberto Maltoni
- Aldo Fabrizi - Pietro Maltoni
- Peppino De Filippo - Fabrizio Pagani
- Tina Pica - Antonietta